# 박정인 (군인)
박정인(1928년~2016년 2월 3일)은 대한민국 국군 장군으로 6.25 전쟁에 참전하였다.

## 생애
1928년 함경남도에서 태어났으며 그 후 월남하여 국군에 입대하였다.
6.25 전쟁에 참전하여 육군본부 작전국 작전장교, 제6보병사단 19연대 작전주임 등으로
활약하였으며, 중공군에게 포로가 된 이후 2번의 탈출끝에 성공한 전설적인 이력을 가지고 있다.
1953년 6월 관측 초소 (OP)에서 수류탄이 폭발하여 심각한 부상을 당하였고 스웨덴 적십자 야전병원에서 치료를 받고 구사일생을 살아났다.
종전 후 제3보병사단 사단장으로 부임하여 1973년 이른바 ‘3·7 완전작전’ 당시 정전협정을 위반한 북한군의 선제 공격에 즉각적인 보복 공격을 퍼부어 30명 가까운 
북한군을 사살한 용장(勇將)으로 유명하다.